# Зубов, Александр Васильевич
Александр Васильевич Зубов (5 [18] июля 1912, Перелюб, Самарская губерния — 1982, Куйбышев) — советский хозяйственный, государственный и политический деятель.

## Биография
Родился 5 (18) июля 1912 года в селе Перелюб (ныне — районный центр в Саратовской области). Член ВКП(б) с 1932 года.
В 1935 году окончил Куйбышевский индустриальный институт.
С 1942 года — заведующий отделом машиностроительной промышленности, заместитель секретаря Куйбышевского обкома ВКП(б). В 1946—1951 годах — первый секретарь Сызранского горкома ВКП(б). В 1951—1962 — председатель Куйбышевского областного Совета депутатов трудящихся. В 1962—1965 — директор Куйбышевского завода «Автотрактородеталь».
Избирался депутатом Верховного Совета РСФСР 3-го созыва (1951—1955).
Умер в Куйбышеве в 1982 году.

## Награды
- два ордена Трудового Красного Знамени
- орден «Знак Почёта»
- медали[1].